# 日本科举制度
日本科举制度是日本古代曾經採用的官員選拔機制。日本是最早仿行中国科举的国家，在奈良時代至平安時代實行，实行科举制时间較中國、朝鮮、越南為短。正式的科舉制廢除後，日本在江戶時代後期又出現類似科舉制的「學問吟味」制度，被一些學者視為「江戶版的科舉制度」。

## 歷史

### 奈良時代
日本奈良時代仿照當時唐朝的科举制度举办贡举，以巩固天皇制为目的。大寶元年（701年）的《大宝令》颁布，贡举制度得以确立，分为秀才、明經、進士、明法四科和醫、針二科，在這之中，秀才科最為受矚目。。至養老二年，《養老律令》頒佈，明确规定以科举考试来选拔人才的贡举制。
贡举考试由掌管考察和任命官吏之职的式部省直接主持，每年一度，在十月、十一月间进行。考试的学生分为贡人和举人两种，由地方诸国贡送来参加科考的学生称为贡人，依据天皇临时制举（依临时需要而特别招收人才）或由大学寮经过寮试而来参加科考的学生称为举人。来自大学寮的举人不仅要通过国学的考试，还要经地方长官的推荐。考试内容大致同于唐朝科举各科。明经科考试“试《周礼》、《左传》、《礼记》、《毛诗》各四条，余经各三条，《孝经》、《论语》共三条”，在总计为十条的考试中，通十为上上，通八以上为上中，通七为上下，通六为中上。进士科考试“试时务策二条”和帖读（七帖从《文选上秩》中选，三帖从《尔雅》中选）。帖策全通者为甲，两策通及帖读答对六帖者为乙，以外皆为不第。明法科考试与唐朝完全相同，内容为“试律令十条”，全通为甲，通八以上为乙，通七以下为不第。
按照“选叙令”的规定，要在考试合格者中选拔人才叙位任官。其中以秀才科最高，明经科、进士科、明法科依次递减。总之，日本的贡举在考试项目、评审标准、等第区分和及第授阶方面都主要仿自唐朝。唐制考试内容较日制为难，录取标准也比日制高，但日本更重视贡举出身者。

### 平安時代
平安時代仍然實行貢舉制，弘仁十一年制定的《弘仁式》，尤为注重秀才、进士二科，取文章生最为优秀的两名称之为“秀才生”，因此只有大学寮中最为优秀的学生才会被推荐应秀才科试。秀才科延续到平安时代末期，而且一直为士人所崇尚。
然而，日本实施科举的时代，正处于贵族势力上升的时期。具有平等精神的科举制度与贵族传统存在巨大冲突，因而难以在日本生根。自大宝令公布，实施贡举后的一百年内，较受重视的秀才、明经二科的及第者只有数十个。由於貴族干政、學官世襲，到10世紀以后，进士科已经废绝，科举基本上為貴族所把持，並且也不是依據才學高下，而是以資歷名望，致使科舉日漸流於形式化和世袭化。
11世紀以后，雖然在形式上還繼續實行式部省試，但除了文章试之外的诸科都已没落。考生皆由權貴推薦，應考者幾乎是無條件及第，且不及第者可以改判及第，科舉制至此已完全異化。1177年，大学寮被大火焚毁，之后再未重建，貢舉制度亦廢除。

### 學問吟味
江戶時代雖然已經廢除貢舉制度，但到後期有一種形式及內容近似科舉的人才考核制度，稱為學問吟味，具备了与科举考试相互一致的内涵，因此被稱為「江戶版的科舉制度」。當時日本把朱子學視為「正學」，也把它作為學問吟味的主要考核範圍，這是以德川幕府征夷大将军的旗本、御家人子弟为对象，三年举行一次的学术考试。以幕府臣僚的培养机构昌平坂学问所（昌平校）的教授为考官，範圍包括四书五经或《孝经》一类儒家典籍，實際上可參加的對象為全國所有學習朱子學的人，並不限於昌平校的朱子學者，因此學問吟味在一定程度上突破了日本人才選拔的等级制度。
學問吟味與前代貢舉制及其他地區科舉制最大的差異在於其考試結果並非與「叙位任官」有直接關係，較接近一種褒奖名誉的方式。